# 王绰 (北魏)
王绰，字思和，北魏官员，自称太原郡晋阳县（今山西省太原市）人。王谌之孙，王翔之子，王超之弟。
王绰官至员外散骑侍郎。上党王元天穆任命他为北道行台郎中。尔朱荣代元天穆为大行台，王绰仍为吏部郎。以预奉魏孝庄帝之功勋，封猗氏县开国侯，邑五百户。永安末年，担任征西将军、豳州刺史，没有就任。元晔立，转任骠骑大将军、并州刺史。兴和年间去世。